# تيم مولر (لاعب كرة قدم)
تيم مولر (بالألمانية: Tim Möller)‏ (19 مارس 1999 بأوسنابروك في ألمانيا - ) هو لاعب كرة قدم ألماني في مركز الوسط. لعب مع نادي أوسنابروك.

## وصلات خارجية
- تيم مولر على موقع قاعدة بيانات كرة القدم.إي يو (الإنجليزية)
- تيم مولر على موقع Soccerway.com (الإنجليزية)
- تيم مولر على موقع عالم كرة القدم.نت (الإنجليزية)